# Jason Hoffman
Jason Michael Hoffman (Newcastle, 28 gennaio 1989) è un calciatore australiano, difensore del Hamilton Olympic.

## Carriera

### Nazionale
Nel 2009 ha partecipato al Campionato mondiale di calcio Under-20 2009 svoltosi in Egitto.

## Palmarès
- Campionato australiano: 1

Newcastle Jets: 2007-2008